# William Carrier
Pour les articles homonymes, voir Carrier (homonymie).
William Carrier (né le 20 décembre 1994 à LaSalle dans la province de Québec au Canada) est un joueur professionnel canadien de hockey sur glace. Il évolue au poste d'ailier gauche.

## Biographie
En 2010, il commence sa carrière junior avec les Screaming Eagles du Cap-Breton de la Ligue de hockey junior majeur du Québec. En 2012, il prend part au championnat du monde des moins de 18 ans avec la jeune équipe canadienne et remporte la médaille de bronze. Après trois saisons chez les juniors, il est repêché au deuxième tour, 57e rang, par les Blues de Saint-Louis au repêchage d'entrée dans la LNH 2013. Le 19 août 2013, il signe son premier contrat professionnel avec les Blues pour trois ans.
Le 28 février 2014, il est échangé aux Sabres de Buffalo avec Chris Stewart, Jaroslav Halák et deux choix de repêchage contre Ryan Miller et Steve Ott. Il joue sa première saison professionnelle en 2014-2015 avec les Americans de Rochester, club-école des Sabres dans la Ligue américaine de hockey. Il fait ses débuts dans la Ligue nationale de hockey avec les Sabres en 2016-2017.
Le 21 juin 2017, il est repêché des Sabres par les Golden Knights de Vegas lors du repêchage d'expansion de la LNH 2017.

## Statistiques

### En club
| Saison     | Équipe                         | Ligue      |     | Saison régulière | Saison régulière | Saison régulière | Saison régulière | Saison régulière |   | Séries éliminatoires | Séries éliminatoires | Séries éliminatoires | Séries éliminatoires | Séries éliminatoires |
| Saison     | Équipe                         | Ligue      | PJ  | B                | A                | Pts              | Pun              | PJ               | B | A                    | Pts                  | Pun                  |                      |                      |
| 2010-2011  | Screaming Eagles du Cap-Breton | LHJMQ      | 61  | 8                | 4                | 12               | 54               | 4                | 0 | 0                    | 0                    | 2                    |                      |                      |
| 2011-2012  | Screaming Eagles du Cap-Breton | LHJMQ      | 66  | 27               | 43               | 70               | 65               | 4                | 3 | 3                    | 6                    | 4                    |                      |                      |
| 2012-2013  | Screaming Eagles du Cap-Breton | LHJMQ      | 34  | 16               | 26               | 42               | 41               | -                | - | -                    | -                    | -                    |                      |                      |
| 2013-2014  | Screaming Eagles du Cap-Breton | LHJMQ      | 39  | 12               | 29               | 41               | 42               | -                | - | -                    | -                    | -                    |                      |                      |
| 2013-2014  | Voltigeurs de Drummondville    | LHJMQ      | 27  | 10               | 14               | 24               | 45               | 4                | 1 | 3                    | 4                    | 6                    |                      |                      |
| 2014-2015  | Americans de Rochester         | LAH        | 63  | 7                | 14               | 21               | 38               | -                | - | -                    | -                    | -                    |                      |                      |
| 2015-2016  | Americans de Rochester         | LAH        | 56  | 13               | 17               | 30               | 48               | -                | - | -                    | -                    | -                    |                      |                      |
| 2016-2017  | Americans de Rochester         | LAH        | 8   | 3                | 2                | 5                | 6                | -                | - | -                    | -                    | -                    |                      |                      |
| 2016-2017  | Sabres de Buffalo              | LNH        | 41  | 5                | 3                | 8                | 21               | -                | - | -                    | -                    | -                    |                      |                      |
| 2017-2018  | Golden Knights de Vegas        | LNH        | 37  | 1                | 2                | 3                | 19               | 10               | 0 | 0                    | 0                    | 8                    |                      |                      |
| 2018-2019  | Golden Knights de Vegas        | LNH        | 54  | 8                | 1                | 9                | 29               | 7                | 0 | 0                    | 0                    | 6                    |                      |                      |
| 2019-2020  | Golden Knights de Vegas        | LNH        | 71  | 7                | 12               | 19               | 39               | 20               | 2 | 1                    | 3                    | 10                   |                      |                      |
| 2020-2021  | Golden Knights de Vegas        | LNH        | 52  | 6                | 9                | 15               | 16               | 19               | 1 | 2                    | 3                    | 8                    |                      |                      |
| 2021-2022  | Golden Knights de Vegas        | LNH        | 63  | 9                | 11               | 20               | 34               | -                | - | -                    | -                    | -                    |                      |                      |
| 2022-2023  | Golden Knights de Vegas        | LNH        | 56  | 16               | 9                | 25               | 30               | 18               | 2 | 4                    | 6                    | 26                   |                      |                      |
| 2023-2024  | Golden Knights de Vegas        | LNH        | 39  | 6                | 2                | 8                | 16               | 7                | 1 | 0                    | 1                    | 6                    |                      |                      |
| Totaux LNH | Totaux LNH                     | Totaux LNH | 413 | 58               | 49               | 107              | 204              | 81               | 6 | 7                    | 13                   | 64                   |                      |                      |

### En équipe nationale
| Année | Compétition                  |   | PJ | B | A | Pts | Pun                |  | Résultat |
| 2012  | Championnat du monde -18 ans | 7 | 0  | 0 | 0 | 0   | Médaille de bronze |  |          |

## Trophées et honneurs personnels

### Ligue nationale de hockey
- 2022-2023 : champion de la coupe Stanley avec les Golden Knights de Vegas